# Арка (Гдиня)
«А́рка» Гди́ня (пол. Arka Gdynia) — професіональний польський футбольний клуб з міста Гдиня.

## Історія
Колишні назви:
- 1929: КС"Гдиня" (пол. KS [Klub Sportowy] Gdynia)
- 5.07.1934: КС «Котвиця» Гдиня (пол. KS Kotwica Gdynia)
- 1939—1945: не виступав
- 01.1946: КС «Котвиця» Гдиня (пол. KS Kotwica Gdynia)
- 30.08.1946: ЗКС «Котвиця» Гдиня (пол. ZKS [Związkowy Klub Sportowy] Kotwica Gdynia)
- 1947: КС «Морський» Гдиня (пол. KS Morski Gdynia)
- 1949: ЗКС «Звйонзковець» Гдиня (пол. ZKS Związkowiec Gdynia)
- 9.02.1951: КС «Колеяж» Гдиня (пол. KS Kolejarz Gdynia)
- 28.10.1955: КС «Докер» Гдиня (пол. KS Doker Gdynia)
- 20.03.1957: РКС «Докер» Гдиня (пол. RKS [Robotniczy Klub Sportowy] Doker Gdynia)
- 8.03.1964: МЗКС Гдиня (пол. MZKS [Morski Związkowy Klub Sportowy] Gdynia)
- 1972: МЗКС «Арка» Гдиня (пол. MZKS Arka Gdynia)
- 1991: «Гармон-Томас-Маратон Арка» Гдиня (пол. Harmon-Tomas-Maraton Arka Gdynia)
- 1997: «Янбуд Арка» Гдиня (пол. Janbud Arka Gdynia)
- 1998: «Амбер Арка» Гдиня (пол. Amber Arka Gdynia)
- 1998: МГКС «Арка» Гдиня (пол. MGKS [Morski Gdyński Klub Sportowy] Arka Gdynia)
- 18.08.2000: ССА «Проком Арка» Гдиня (пол. SSA [Sportowa Spółka Akcyjna] Prokom Arka Gdynia)
- 08.2008: МЗКС «Польнорд Арка» Гдиня (пол. MZKS [Morski Związkowy Klub Sportowy] Polnord Arka Gdynia)
- 02.2009: МЗКС «Арка» Гдиня ССА (пол. MZKS Arka Gdynia SSA)

У 1929 році був організований клуб, який отримав назву «„КС“ Гдиня». У 1934 році створено новий клуб, який продовжував традиції першого клубу — «Котвіца Гдиня». У 1939 році клуб припинив існування.
Після Другої світової війни у 1946 році клуб відновив діяльність. Наступного року, у результаті об'єднання з клубами КС Портовєц, КС Маринаж, Рибацкі КС МІР, змінив назву на «Морскі Гдиня». У 1948 році рішенням польських влад багато клубів розформовано і організовано галузеві клуби на зразок радянських команд. «Морскі» був приписаний до залізничної промисловості і перейменований на «Звьонзковєц Гдиня», а у 1951 році на «Колеяж Гдиня». У 1955 році змінив назву на «Докер Гдиня», тільки у 1972 році отримав свою сучасну назву «Арка Гдиня». Клуб часто змінював спонсорів, тому назви їх з'являлися у назві клубу.
У 1974 році клуб дебютував у І лізі, але не втримався у ній. У 1976 році повернувся до неї і виступав до 1982 року. У 1979 році команда здобула Кубок і дебютувала в європейських турнірах. У 2005 році клуб повернувся до І ліги, у якій виступає дотепер, за винятком сезону 2007/2008, коли був дисциплінарно переведений до нижчої ліги за участь в корупційній афері.

## Титули та досягнення
- Чемпіонат Польщі:
  - 7 місце (1): 1978
- Кубок Польщі:
  - володар (2): 1979, 2017
- Суперкубок Польщі:
  - володар (2): 2017, 2018
- Кубок Ліги Польщі:
  - 1/2 фіналу (1): 2009

Участь у євротурнірах:
- Кубок Кубків УЄФА:
  - 1 раунд: 1979/1980

## Відомі гравці клубу
- Рафал Муравський
- Денис Главина
- Ярослав Крупський[1][2][3]
- Анджей Шармах